# Écoconception
 (février 2022).
L’écoconception est la volonté de concevoir des produits respectant les principes du développement durable et de l'environnement, en — selon l'Ademe — recourant « aussi peu que possible aux ressources non renouvelables en leur préférant l'utilisation de ressources renouvelables, exploitées en respectant leur taux de renouvellement et associées à une valorisation des déchets qui favorise le réemploi, la réparation et le recyclage », dans un contexte qui évoluerait alors vers une économie circulaire.
La définition officielle qui fait foi pour l'ADEME est la suivante : « C’est une démarche préventive et innovante qui permet de réduire les impacts négatifs du produit, service ou bâtiment sur l’environnement sur l’ensemble de son cycle de vie (ACV), tout en conservant ses qualités d’usage. »
À partir de celle-ci, on peut en effet décliner d'autres formulations ou déclinaisons.
Selon le site du Ministère de la transition écologique, l'écoconception est une approche préventive qui prend en compte les problèmes d’environnement liés à la conception, au développement d'un produit et intègre les aspects environnementaux tout au long de son cycle de vie (de la matière première, à la fin de vie en passant par la fabrication, la logistique, la distribution et l'usage). Elle concerne tous les secteurs de l'économie. Cette démarche est  mise en œuvre à des degrés divers et avec une grande variété d’outils dans de très nombreux secteurs comme l’électronique, l’automobile, l’aéronautique, les produits d’équipement et la plupart des produits de grande consommation.

## Contexte
Dans de nombreux secteurs, notamment industriels, les écobilans ou analyse du cycle de vie (ACV) sont devenus des éléments courants ou systématiques de l'évaluation de la qualité et de la performance. Ils tendent à prendre une importance supplémentaire dans le contexte de la transition énergétique et des bilans matière, bilans-carbone…  
L'écoconception est basée sur la reconnaissance du fait que tout produit ou processus a un impact environnemental, qu'il s'agisse de production de biens ou de service. Les motivations de l'entreprise qui y souscrit peuvent être variées : volonté de mieux récupérer et recycler des matériaux ou éléments fonctionnels en fin de vie d'un produit, soucis de rentabilité et sécurité juridique pour les actionnaires (moindre pollution et moindre impact du principe pollueur-payeur), image de l'entreprise, plaisir de mieux faire et de répondre à une demande sociale en faveur d’un développement plus durable et soutenable, volonté de se prémunir contre des plaintes liées à des pollutions ou nuisances induites par un produit non écoconçu.
Certains voient dans l'écoconception des solutions à la crise et un facteur de compétitivité et d'innovation alors que d'autres craignent qu'elle soit aussi utilisée comme moyen de greenwashing.

## Analyse du cycle de vie

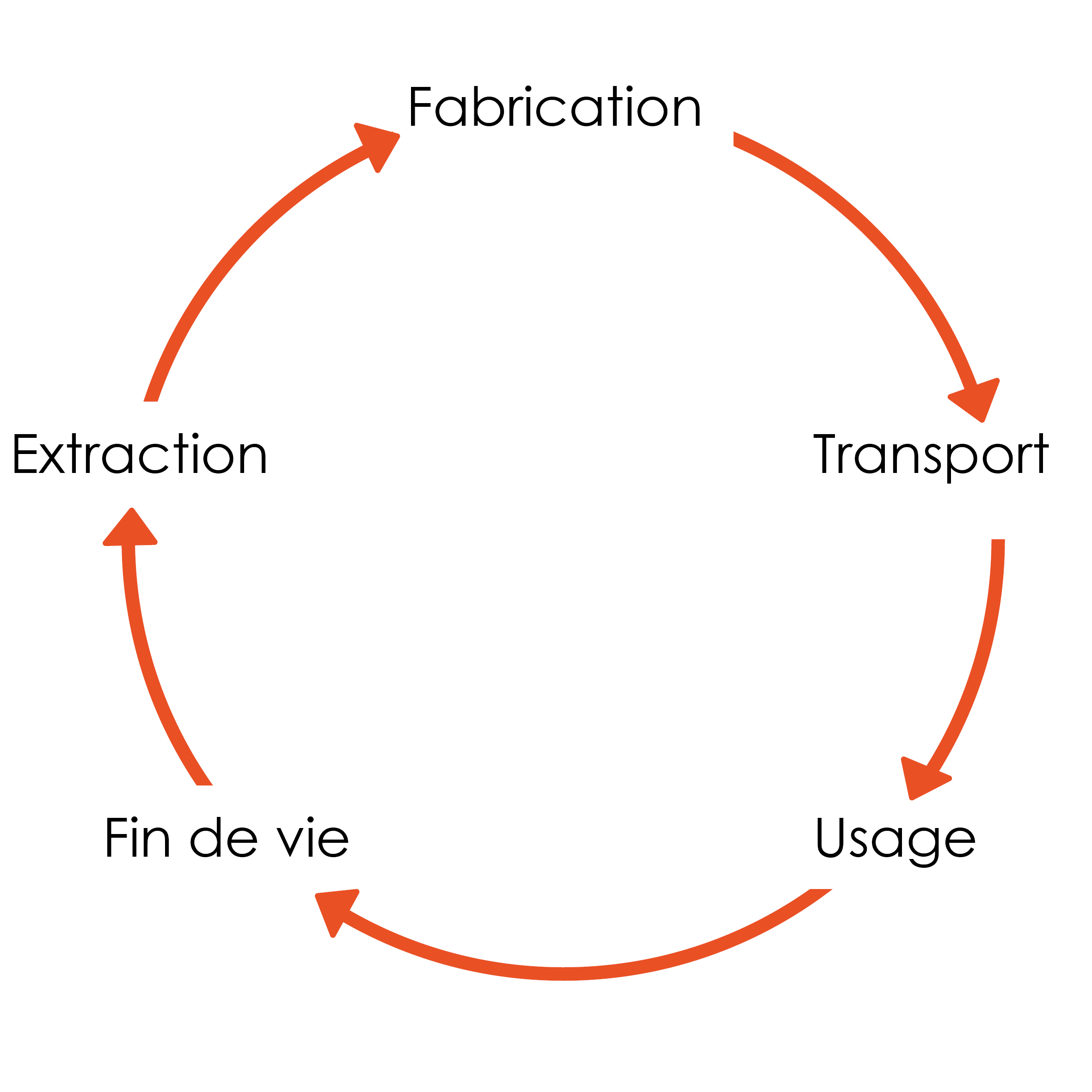
Le cycle de vie.

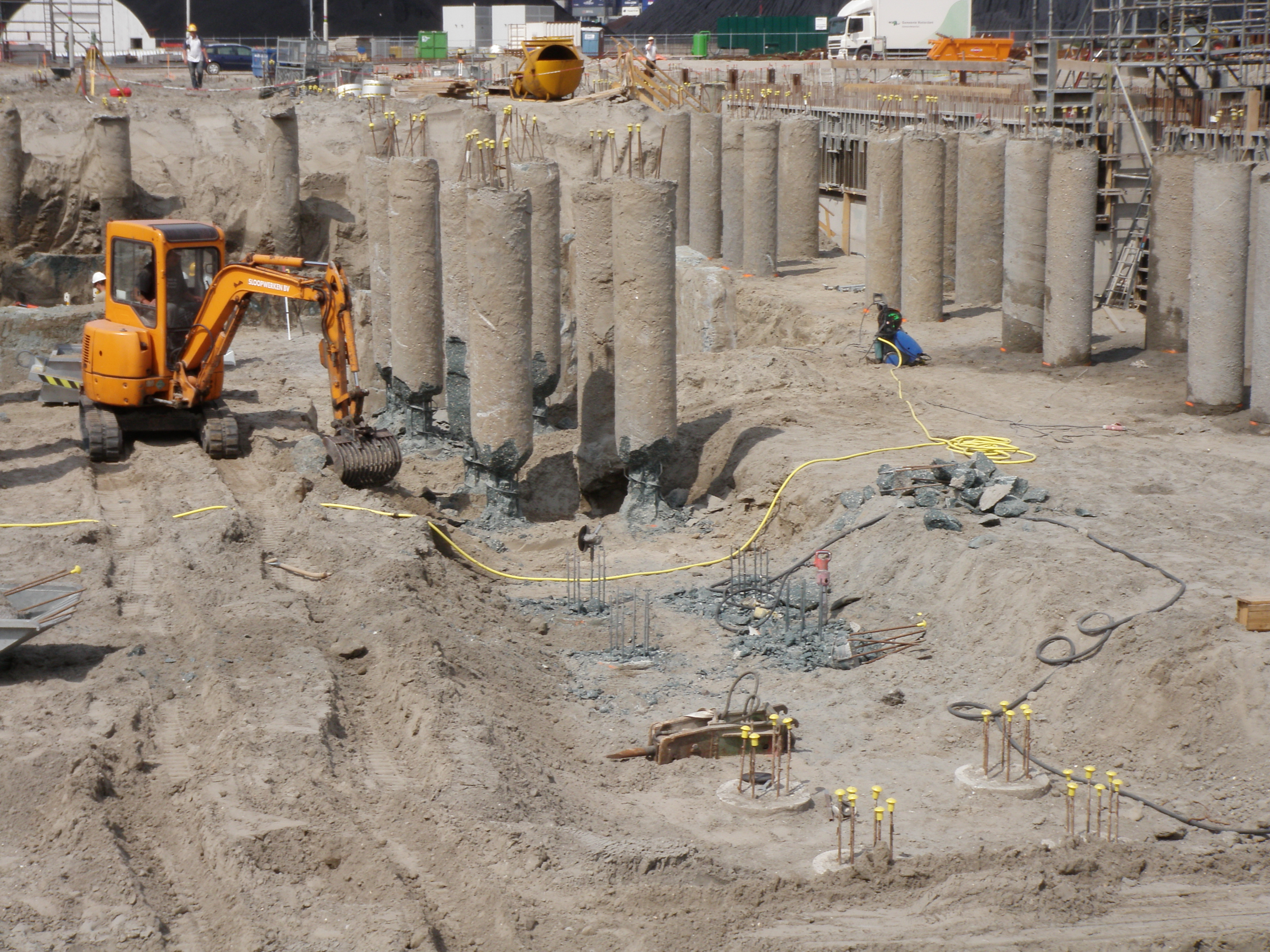
L'écoconcepteur cherche à faciliter la fin de vie de son produit. Ici l'architecte aurait pu à l'avance prévoir les trous où placer une charge de dynamite pour faciliter la démolition et le recyclage à moindre cout énergétique et environnemental de ces pieux de béton.

L'analyse du cycle de vie prend en considération les aspects environnementaux liés à la conception du produit depuis l'extraction des matières premières ou l'utilisation de matières recyclées jusqu'au transport du produit, son utilisation et sa fin de vie (recyclage, réutilisation ou valorisation). Il s'agit aussi - dans la mesure du possible - d'éviter les déchets ultimes.

## Méthode d'analyse
L'écoconception est une approche de progrès continu qui a pour objectif de mieux respecter l'environnement aux différentes étapes du cycle de vie du produit.
Parmi les méthodologies qui peuvent être intégrées dans cette approche, on peut distinguer :
- l'analyse du cycle de vie de l'objet et de ses composantes (analyse de sa conception, production, distribution, consommation et déconsommation, étude des pollutions et des déchets générés aux différentes étapes) ;
- une étude plus approfondie du comportement de l'utilisateur mais aussi de ses valeurs ;
- une attention plus réfléchie portée au choix des matériaux et des technologies mis en œuvre pour la matérialisation de l'objet la démontabilité, la traçabilité, la recyclabilité, des matériaux et technologies « propres », renouvelables ou biodégradables, intégration de matériaux recyclés, etc. ;
- des réflexions sur la mise à niveau, la modularité, la durabilité, le produit vu comme service et non plus comme objet, qui permettent de changer de point de vue et d'élaborer de nouveaux concepts de produit.

### Impacts que cherche prioritairement à réduire l'écoconception
- La consommation de matière renouvelable ou non renouvelable (ex. : peut-on utiliser des matériaux recyclés, à la place de matériaux prélevés dans la nature ?).
- Le gaspillage de ressources, lié entre autres à la difficulté de démontage, de recyclage ou de réutilisation des produits (ex. : en 2012, six millions de tonnes de déchets d'équipements électriques et électroniques sont incomplètement ou pas du tout recyclées en Europe, et trois cents tonnes d'or sont ainsi perdues[4],[5]).
- La consommation d'énergie (ex. : consommation en mode « veille » pour les produits électriques).
- L'effet de serre.
- L'acidification de l'air, de l'eau et des sols (par drainage acide minier notamment).
- La pollution photochimique (dont via la formation d’oxydants photochimiques).
- La pollution des eaux.
- La pollution des sols.
- La pollution de l'air.
- Les transports (de clients, de matières premières, d'objets et de déchets, et leurs effets néfastes pour l'environnement).
- Les déchets.
- La pénibilité au travail et les maladies professionnelles.
- L'utilisation de produits et de chaînes de production écocertifiés par des labels environnementaux ou socioenvironnementaux crédibles, transparents et reconnus.
- Les nuisances non prises en compte.

L'écoconception intègre les principes de prévention et de précaution et porte sur tous les sites et étapes de production, transport, usage et élimination et sur le produit ou service, mais aussi sur les emballages, commodités de transport, d'usage et de recyclage, l'utilisation de produits toxiques, explosifs, dangereux, etc. L'écoconcepteur place théoriquement ses priorités là où les impacts environnementaux sont les plus importants, mais il peut être tenté de les placer là où les problèmes sont les plus faciles à traiter.
Certaines pollutions sont difficiles à mesurer, c'est le cas de la pollution sonore, des nuisances visuelles (l'impact sur le paysage) ou les mauvaises odeurs. Il existe des indicateurs pour la pollution sonore (le bruit se mesure en décibels) mais souvent ils ne sont pas pris en compte.
Depuis quelques années en France, l'ADEME a mis à la disposition des entreprises un logiciel gratuit permettant d'analyser le cycle de vie d'un produit de manière théorique. Le Bilan Produit, logiciel libre sans valeur légale est désormais accessible en ligne.

## Règlementation
Dans de nombreux pays, les appels d'offres des États et collectivités peuvent contenir des clauses environnementales, encourageant les entreprises à plus de responsabilité environnementale et la vente de produits écoconçus. L'écoconditionnalité et les démarches volontaires de type HQE tendent à se développer : les commanditaires (donneurs d'ordre, maîtres d'ouvrage publics ou privés) et acheteurs privés sont de plus en plus exigeants.
L'écoconception est dans la plupart des cas une démarche volontaire, mais elle est parfois (et de plus en plus) obligatoire, avec par exemple :
- teneur maximale en certains métaux lourds dans les emballages en Europe (Directive Emballages 94/62/CE) ;
- conception devant limiter la pollution et faciliter le démontage (ex. : en Europe : normes sur les émissions des moteurs à essence. Exemple en France : décret du 1er aout 2003 sur la construction des véhicules et l'élimination des véhicules hors d'usage).

En Europe, le droit de l'environnement se complète peu à peu ; la commission a adopté :
- en décembre 2008, un règlement visant à réduire la consommation d'électricité des appareils électroménagers et des équipements de bureau en «mode veille » avec une réduction espérée de 73 % de la consommation des appareils dans l'UE avant 2020 (l'équivalent de quatorze millions de tonnes de CO2 non-émis par an) ;
- en février 2009, un règlement sur les décodeurs numériques simples, visant à réduire leur consommation électrique pour passer de 14 à 5 TWh d’ici à 2014 ;
- en mars 2009, deux règlements sur l'efficacité énergétique de l’éclairage tertiaire et des lampes domestiques (ampoules à incandescence, lampes halogènes et les lampes fluocompactes) visant avant 2020 une économie d'environ 80 TWh (réduction espérée : trente-deux millions de tonnes de CO2/an) ;
- en avril 2009, un règlement qui devrait permettre d'économiser un tiers de l'énergie consommée (9 TWh/an, soit l'équivalent de trois millions de tonnes de CO2) par les sources d’alimentation externes (chargeurs de téléphones ou d’ordinateurs, alimentations pour disques durs externes…) avant 2020 ;
- en juillet 2009[7], quatre règlements sur l'efficacité énergétique des moteurs industriels, des circulateurs, télévisions et congélateurs, visant une économie de 190 TWh/an avant à 2020.

En avril 2013, le Joint Research Centre de la Commission européenne a publié le guide méthodologique pour l'empreinte environnementale des produits (Product Environmental Footprint, PEF).
À partir de 2001, un concept européen appelé « Politique Intégrée des Produits » (PIP) voit le jour. Ce concept consiste à concentrer l'offre et la demande sur des produits « verts », en reconnaissant la responsabilité de l'acte d'achat ayant un impact environnemental. Cette politique vise à sensibiliser les consommateurs.

### France
En France, le principe de la « Responsabilité Élargie des Producteurs » (REP) existe dans la loi depuis 1975 et est codifié dans l'article L. 541-10 du code de l’environnement. C'est une approche politique environnementale ayant pour objectif :
- la prévention et la réductions des déchets toxiques et polluants ;
- l'intégration des couts internes et externes en « amont » pour les producteurs ;
- la fixation des objectifs nationaux de recyclage et de valorisation des déchets ;
- le cofinancement du service public chargé de mettre de nouvelles filières de valorisation.

Par exemple des organisations agréées ont la possibilité de prendre à leur charge le financement du système en demandant à leurs adhérents de participer.

La loi du 17 août 2015portant sur la transition énergétique comporte des aspects relatifs à l'écoconception notamment dans les objectifs de réduction de l'empreinte carbone, des énergies fossiles et des déchets.
« La promotion de l’écologie industrielle et territoriale et de la conception écologique des produits, l’utilisation de matériaux issus de ressources naturelles renouvelables gérées durablement et issus du recyclage, la commande publique durable, l’allongement de la durée du cycle de vie des produits, la prévention des déchets, la prévention, la réduction ou le contrôle du rejet, du dégagement, de l’écoulement ou de l’émission des polluants et des substances toxiques, le traitement des déchets en respectant la hiérarchie des modes de traitement [...] contribuent à cette nouvelle prospérité ».
En particulier, une partie concerne la lutte contre le gaspillage. Des propositions portent sur le tri à la source, le recyclage et la valorisation. Un autre point souligne la nécessité d'un découplage progressif entre la croissance économique et la consommation de matières premières.
En 2022 est publié le référentiel général de l'écoconception des services numériques, ensemble de préconisations pour les services gouvernementaux français.

## Démarche volontaire
La démarche d'écoconception peut aboutir à la délivrance d'un label environnemental. Les labels NF environnement et écolabel européen démontrent une réduction des impacts réduits sur l’environnement à toutes les étapes.

## Coûts
Les coûts de l'écoconception sont souvent significatifs [une analyse du cycle de vie (ACV) coûte de 20 000 à 30 000 euros, voire plus, selon le produit ou processus], mais dans une approche « coût global », l'entreprise y trouve généralement son compte en augmentant la valeur ajoutée de ses produits, ses marges de bénéfices, et en s'ouvrant de nouveaux marchés, en améliorant ses processus, ses capacités d'innovation, et en payant moins de taxes sur la pollution, la consommation d'eau et d'énergie, les émissions de carbone, les frais liés aux installations classées pour le risque environnemental, etc.

## Limites
- Miniaturisation : la miniaturisation des composants des appareils modernes, souvent associée à une complexification multi-matériaux, rend les solutions d'écoconception de plus en plus difficiles, notamment en ce qui concerne le recyclage des métaux rares[13].
- Priorités : certains impacts environnementaux sont difficiles à mesurer et mal mesurables à court terme (ex. : ceux des OGM), d'autres ne font pas l'objet d'un consensus (ex. : champs électromagnétiques).
- Crédibilité : la vérifiabilité des affirmations nécessite un minimum de transparence souvent non accordée sous couvert de secret de fabrication.
- La part des impacts environnementaux de la logistique est souvent pour partie cachée ou discrète. (Un produit écoconçu, mais livré en 24 heures chrono génère un impact que le client mesure mal). De même un produit peut être totalement recyclable, mais la filière de recyclage peut ne pas exister ou être mal connue.
- Culture d'entreprise : l'entreprise doit acquérir de nouvelles compétences ou prendre le temps de former et motiver et mobiliser son personnel, mais aussi ses sous-traitants ; un travail partagé serait bien plus rentable, mais se heurte souvent au jeu de la concurrence.
- Réglementation : il peut arriver qu'une entreprise soit tentée de simplement remplacer un produit toxique soumis à une règlementation dure (ex. : Directive Seveso) par un produit également dangereux, mais non soumis à une règlementation aussi dure. Il ne s'agit pas dans ce cas d'écoconception, mais le client peut-être trompé s'il n'y a pas d'écobilan sur le produit de substitution.

Ces limites sont pour partie repoussées par les aides publiques qui se développent.

## Applications
L'écoconception est une démarche cherchant à revenir aux sources de la création de produit, à savoir la fonction définissant la forme, simplicité et efficacité, évitant les abus de la société de consommation sur l'environnement.
L'écoconception doit accompagner le développement d'un produit en réfléchissant lors de chaque « revue de conception » (vocabulaire ISO 9000) comment réduire son impact sur l'environnement. L'Analyse du Cycle de Vie (ACV) est une des méthodes utilisées pour ce faire.
On peut par contre mettre en œuvre plus facilement et en temps réel des méthodes autres que l'ACV, notamment la méthode des « listes de contrôle » ou « questionnaires » qui fournissent des résultats beaucoup plus « proches » du produit et qui parlent aux concepteurs : le poids, les substances dangereuses, le transport et la logistique des matières premières et des produits finis, ainsi que l'ergonomie, la fiabilité ou la durée de vie, et le traitement de fin de vie sont une mise en œuvre contre le gouvernement et la société de consommation.

## Statistiques sur le développement de l'écoconception
Selon l'enquête réalisée par BVA auprès de quatre cents entreprises en 2010, 20 % d’entre elles appliquaient l’écoconception dans leurs productions. De plus, 13 % démarraient la démarche ; 29 % étaient intéressées, mais n'ont pas pu la mettre en place faute de moyens techniques (outils, données), organisationnels et financiers. Cependant, toujours selon la même enquête, 38 % n’étaient pas intéressées ou ne se sentaient pas concernées.
Il reste des progrès à faire en matière d'écoconception, puisqu'en France, en 2011, selon une enquête de l'Insee sur les entreprises et le développement durable, seulement 18 % des entreprises industrielles déclaraient avoir engagé des démarches d'écoconception.
Entre 2012 et 2015, le nombre de fabricants de biens titulaire d'un écolabel a  a progressé de 7 % (214 à 228).

## Économie circulaire en chiffres
L'écoconception s'insère dans le système d'économie circulaire.
Ce modèle repose sur sept piliers : 
- L’extraction/exploitation et les achats durables
- L’éco-conception
- L’écologie industrielle et territoriale
- L’économie de la fonctionnalité
- La consommation responsable incluant notamment la consommation collaborative,
- L’allongement de la durée d’usage
- Le recyclage des déchets.

Selon l'INSEE, en 2013 en France, l’emploi chiffrable de cette économie est estimé à 545 000 équivalents temps plein (ETP), soit 1,9 % de l’emploi total (1,6 % en moyenne pour l’Union européenne en 2012). Les activités relatives à l’allongement de la durée d’usage sont les plus pourvoyeuses d’emplois (293 000 ETP). Le secteur de la réparation, notamment automobile, y est prédominant. Les secteurs du recyclage, de la valorisation et du traitement des déchets en vue de leur valorisation matière mobilisent 110 000 ETP.

### Normalisation / certification
Le domaine des normes est encore peu impliqué pour l'écoconception, mais certaines normes et certificats y contribuent.
- Liste de normes ISO
- Série des normes ISO 14000
- Standard pour l'échange de données de produit (ISO 10303)
- Label environnemental
- Label socio-environnemental
- Empreinte écologique
- Forest Stewardship Council (FSC)